# Андерссон, Бьярне
Бьярне Андерссон (швед. Bjarne Andersson; 28 апреля 1940 года, Мутала — 12 августа 2004 года, Мура) — шведский лыжник, призёр Олимпийских игр в Гренобле.

## Карьера
На Олимпийских играх 1968 года в Гренобле, завоевал серебро в эстафете в которой бежал второй этап, принял и закончил свой этап на втором месте, на последующих этапах партнёры Андерссона по команде сохранили второе место и сборная Швеции получила серебряную медаль. Так же на этих Олимпийских играх занял 6-е место в гонке на 15 км.
Лучший результат в личных гонках на чемпионатах мира, 4-е местов гонке на 15 км на чемпионат мира-1966 в Осло.
Неоднократно побеждал на чемпионатах Швеции, один раз в личной гонке на 15 км в 1968 году и шесть раз в эстафете в период с 1966 по 1973 годы, выступая за лыжный клуб «IFK Mora».